# Buster Brown (musicien)
Pour les articles homonymes, voir Buster Brown.
Buster Brown (né le 15 août 1911 à Cordele et mort le 31 janvier 1976 à Brooklyn, New York) est un chanteur de blues et de rhythm and blues américain qui s'est fait connaître grâce à son hit « Fannie Mae ».

## Carrière
Brown naît à Cordele en Géorgie. Dans les années 1930-1945, il joue de l’harmonica dans des clubs locaux ne produisant que des enregistrements non commerciaux, dont notamment « I'm Gonna Make You Happy » en 1943 qui a été enregistré lors du festival folk à Fort Valley (Géorgie).
En 1956, il déménage à New York et se fait remarquer par Bobby Robinson, patron de Fire Records.
En 1959, âgé de 48 ans, il enregistre un blues très rustique « Fannie Mae » accompagné à l'harmonica, tout en poussant de grands cris. Le morceau entre dans les charts américains à la 38e place et se placera n° 1 dans les charts R&B en avril 1960. Une reprise de Louis Jordan, « Is You ou Is Yiou Ain't My Baby », atteint la 81e place dans les charts pop en 1960 mais sera absente dans les charts R&B. Un autre morceau « Sugar Baby » atteint la 19e place dans les charts R&B et 99e dans les charts pop.
Plus tard, Buster Brown enregistre pour Checker Records et d'autres maisons de disques. Il coécrit un morceau « Docteur Brown » avec J.T. Brown qui sera ensuite repris par Fleetwood Mac sur leur album sorti en 1968.
Buster Brown meurt à Brooklyn en 1976, à 64 ans.